# خزانه جهانی بذر سوالبارد
خزانهٔ جهانیِ بذر سوالبارد (به انگلیسی: Svalbard Global Seed Vault) در ۲۶ فوریهٔ ۲۰۰۸ به‌طور رسمی افتتاح شد و نخستین سفارش خود را با دریافت یک‌صد میلیون بذر از یک‌صد کشور آغاز کرد. در این انبار، که به «خزانهٔ بذر روز قیامت» (doomsday seed vault) هم مشهور است، تا ماه مارس ۲۰۱۰ مجموعه‌ای از پانصد هزار گونه دانه‌های کشاورزی گردآوری شده بود. امروزه این انبار یکی از ۱۴۰۰ انبار در جهان جهت نگهداری بذر برای حالت‌های اضطراری است و تنها انباری است که وظایف تحقیقاتی ندارد. در این انبار ۴.۵۰۰.۰۰۰ بسته بذر نگهداری می‌شوند که در هرکدامشان ۵۰۰ دانه بذر وجود دارد.
این انبار گونه‌ای بیمهٔ جهانی برای تضمین بقای انواع گوناگونی از محصولات غذایی در برابر تهدیداتی مانند: بیماری، آفتها، خشکسالی و سایر بلایای طبیعی و گرم شدن کرهٔ زمین محسوب می‌شود. خزانهٔ جهانی بذر سوالبارد مجموعهٔ منحصربه‌فردی از گونه‌های مواد غذایی را از قبیل بادمجان، کاهو، جو، سیب زمینی، ذرت، برنج، گندم، سورگوم و لوبیای چشم بلبلی محافظت می‌کند. در کنار نگهداری گونه‌های دانه‌های کشاورزی در مقابل بلاهای طبیعی می‌توان این حفاظت را در مقابل خطاها و آسیب‌های انسانی در یک ناحیه در امر کشاورزی نیز گسترش داد تا از نابودی نسل یک گونهٔ غذایی توسط این گونه خطاها در مقیاس جهانی جلوگیری به عمل آورد.
این انبار در جزیره‌ای دورافتاده در مجمع‌الجزایر سوالبارد نروژ در ۱۰۰ کیلومتری از قطب شمال قرار گرفته‌است، انبار جهانی دانه‌های کشاورزی سوالبارد، در انتهای یک تونل یخی در عمق ۱۲۵ متری حفر شده‌است. حتی اگر برق منابع محلی از کار بیفتد، شرایط دمای زیر صفر درجه (فارنهایت) طبیعی این انبار یخی، سرمای کافی برای بقاء بعضی از دانه‌های کشاورزی نظیر گندم تا ۱٬۷۰۰ سال و سورگوم تا ۲۰٬۰۰۰ سال مؤثر است. حتی در بدترین شرایط گرم شدن کرهٔ زمین برای دویست سال، یخ به‌طور طبیعی در اطراف این خزانه وجود خواهد داشت. تسهیلات ایمنی نظیر درب‌های فلزی سنگین با قفل‌های جداگانه، سطوح گوناگونی از امنیت برای ترخیص کالا از گمرک از این انبار نیز فراهم کرده‌است. ساخت و ساز خزانهٔ جهانی بذر سوالبارد در ماه ژوئیه ۲۰۰۶ آغاز و در سپتامبر ۲۰۰۷ تکمیل و نخستین محمولهٔ دانه‌های کشاورزی در فوریهٔ ۲۰۰۸ تحویل شد. مکان دور افتاده، شرایط سخت و نیاز به مهندسی منحصربه‌فرد همه چالش‌هایی برای سازندگان بود. نزدیک به چهار ماه در سال، این منطقه کاملاً تاریک است.
برای این انبار در چند کیلومتری در جهت شمال یک فرودگاه کوچک بنام سوالبارد تأسیس شده که در زمان یخ زدن آب‌های اطراف جزیره از طریق هوایی بتوان به آنجا دسترسی داشت.
طرح ساخت خزانهٔ جهانی بذر سوالبارد با هزینه‌ای معادل ۸٫۴ میلیون دلار به مدت یک سال و نیم انجام پذیرفت. شب‌های طولانی مدت زمستانی شرایط نگهداری بذرها را در دمای منهای چهار درجه فراهم نموده‌است. سامانهٔ تهویهٔ انبار جهانی بذر سوالبارد با یک چگالگر ۱۰ کیلوواتی برای نگهداری بذرهای زراعی در زیر صفر کار می‌کند. دمای این انبار توسط یک انتقال‌دهندهٔ الکترونیکی با سامانهٔ ماهوارهای کنترل می‌شود.
اطلاعات مربوط به مدیران بانک ژن نوردیک در لانگیربین به انگلیسی: (Nordic Gene Bank in Longyearbyen) منتقل و مدیریت می‌شوند. اگر برق این انبار قطع شود دمای طبیعی زیر زمینی بذرها را در دمای زیر صفر حفاظت می‌کند.
سقف‌های ورودی این مجموعه از جنس فولاد همراه با منشور و آینههای متعدد است تا برای بازتابش نور قطبی در تابستان به درون ساختمان استفاده نماید. در طول ماه‌های زمستان تاریک نیز یک شبکه کابل فیبر نوری ۲۰۰ تایی نور سفید مایل به سبز فیروزه‌ای که یادآور شفق شمالی است را به درون خزانه هدایت می‌کند. این انبارها قادر به ذخیرهٔ بیش از چهار و نیم میلیون گونه (۲ میلیارد دانهٔ کشاورزی) می‌باشد.